# Ostrowo (jezioro na Równinie Gryfickiej)
Ostrowo – jezioro na Równinie Gryfickiej, w zlewni cieśniny Dziwny, położone w województwie zachodniopomorskim, w powiecie kamieńskim, w gminie Wolin. Lustro wody położone jest na wysokości 0,3 m n.p.m., co przy średniej głębokości 2,8 m wskazuje na występowanie kryptodepresji. 
- maksymalna głębokość: 6,3 m,
- powierzchnia: 377 ha.

Wody z niego odprowadzane wpływają do jeziora Piaski, a dalej za pośrednictwem rzeki Grzybnicy do Zalewu Kamieńskiego. 
Na północy jeziora miejscowość Troszyn przy drodze krajowej nr 3 i linii kolejowej Szczecin Dąbie – Świnoujście. Na południowo-wschodnim brzegu zespół przyrodniczo-krajobrazowy „Wiejkowski Las”. Wzdłuż wschodniego brzegu jeziora prowadzi znakowany niebieski turystyczny Szlak Nad Bałtykiem i Zalewem Szczecińskim.